# Unión Cívica (Uruguay)
La Unión Cívica (U.C.) es un partido político uruguayo de tendencia demócrata cristiana. Su fundación comienza a principio del siglo XX con hombres de clara formación cristiana como Juan Zorrilla de San Martín, Joaquín Secco Illa, Salvador García Pintos y Dardo Regules.
Desde el 2008 se encuentra con un acuerdo electoral con el Partido Nacional.

## Historia

### Antecedentes
Por iniciativa del Club Católico de Uruguay, en abril de 1889, se reúne el primer “Congreso Católico”, presidido por el Obispo Inocencio María Yéregui. Asisten delegados de todas las Parroquias e instituciones católicas del país. Nació en este evento la “Unión Católica del Uruguay” fundada por Francisco Bauzá. El primer Directorio de la novel entidad reunió a personalidades como Mariano Soler, Joaquín Requena, Francisco Bauzá, Carlos Berro y Juan Zorrilla de San Martín.
Cuatro años después se realiza el segundo “Congreso Católico”, donde se reitera la necesidad de una participación más amplia de los católicos en las distintas áreas de la vida pública. En los comienzos del novecientos, por un movimiento nacido en Roma, se auspician una serie de celebraciones para festejar la llegada del nuevo siglo. Posteriormente se crea un Comité Especial a cargo del Arzobispo Mariano Soler. Uno de los actos consiste en la reunión del “Tercer Congreso Católico”.
En 1902 se hace efectivo el segundo “Congreso de los Círculos de Obreros”. El presbítero Pedro Oyagbehere en nombre de la Unión Democrática Cristiana, de reciente formación, expresa: “la acción social de los católicos debe encaminarse directamente a hacer prevalecer en la legislación sus postulados y aspiraciones. Es pues una necesidad la acción electoral”. El 11 de noviembre de 1907, la Unión Católica aprueba la organización cívica de los ciudadanos católicos. Se constituye un Comité Ejecutivo, presidido por el Dr. Joaquín Secco Ylla, al que se asigna el cometido concreto de organizar la acción cívica de los católicos.
En 1908, 1909 y 1910, se diseñan las acciones tendientes a la participación en las próximas elecciones. En los primeros meses de 1908 se abre el primer período de inscripción, impulsando a los católicos a realizar su inscripción en el Registro Cívico. En el mismo año comienza la formación de los primeros Clubes Cívicos. La parroquia del Cordón presentó el 8 de junio la primera solicitud para constituir su Club Cívico. El mismo se inauguró el 29 de junio de 1908.

### Primeros años

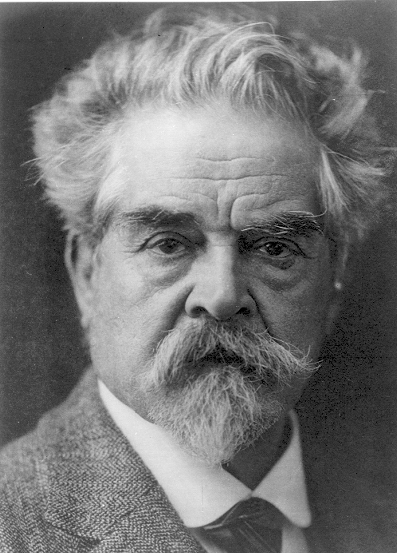
Juan Zorrilla de San Martín, poeta uruguayo y fundador del diario El Bien Público, tuvo una participación fundamental en la creación de la Unión Cívica.

En las elecciones legislativas de 1910 participa por primera vez el nombrado "Partido Católico". Luego de la elección se realizó un encuentro en la sede del Club Católico. Abrió el acto Secco Illa y cerró la oratoria Zorrilla de San Martín. El poeta destacó la importancia de la concurrencia a las urnas, que había sido su prédica de tres décadas de acción católica. Insistió en la necesidad de llevar el concurso católico a las múltiples esferas de la disciplina cívica.
El 24 de mayo de 1911 el Directorio adopta esta resolución: “procédase a la organización integral de la Acción Católica en los terrenos de propaganda social, cívica y económica, a cuyo efecto se designa a los doctores Perea y Rius, para que a la brevedad posible, presenten un plan completo de dicha organización”. Perea y Rius, en un extenso informe, proponen la desaparición de la “Unión Católica” -creada en 1889- y su disgregación en tres instituciones: “Unión Social”, “Unión Económica” y “Unión Cívica”.
El papa Pío X, acababa de dar a los católicos ese formato de organización en la Encíclica “Il Fermo propósito”. La decisión sobre la propuesta se adoptaría en noviembre de 1911, en ocasión de celebrarse el cuarto “Congreso Católico”. Se aprueba la encomiable labor desarrollada por la “Unión Católica”, pero se acepta a la vez la nueva forma de organizativa: la división –según lo propuesto en el informe Perea-Rius- en “Unión Social”, Y “Unión Económica” y “Unión Cívica”.
El cuarto Congreso dio asimismo a la “Unión Cívica” su primer Directorio, encomendándole establecer su carta orgánica y la definición de su programa de principios. En 1912 se reúne la “Primera Convención de la Unión Cívica» para votar la Carta Orgánica y el Programa de Principios. Fue el primer grupo político del país que presentó por escrito y publicó su Carta Orgánica y Programa de Principios.

### Años posteriores
Participó en las elecciones con el número 80, en sus listas, que además llevaban como símbolo una de las banderas artiguistas (la creada por José María Róo) y era la única habilitada por la Corte Electoral del Uruguay, para utilizar los tres colores artiguistas entre sus símbolos.
Fueron sus fundadores Joaquín Secco Illa y Miguel Perea. Este último fue quien elaboró el proyecto base para la fundación del partido, que surgió de la fusión de Unión Social (fundada por Secco Illa) y de la Unión Económica (fundada por Miguel Perea).[cita requerida]
Desde su aparición en la vida política, la U.C. se colocó en poco tiempo -junto al Partido Socialista del Uruguay y al Partido Comunista del Uruguay- en una de las tres pequeñas colectividades con presencia parlamentaria que realizaron aportes legislativos en el campo social. El primer diputado del partido, electo por Montevideo en 1920, fue Joaquín Secco Illa. El mejor resultado electoral del partido se registró en 1946 cuando alcanzó el 5,25% de los votos emitidos, obteniendo un escaño en el senado que fuera ocupado por Dardo Regules, con Juan Vicente Chiarino como suplente. Logró también cinco bancas en la cámara baja que fueron ocupadas por Tomás Brena, Salvador García Pintos y Juan Vicente Chiarino por Montevideo, Horacio Terra Arocena por Canelones y Venancio Flores por Colonia.
En la década de 1950 jóvenes de la Juventud Demócrata Cristiana y el Movimiento Social Cristiano liderado por Juan Pablo Terra intentaron modernizar la U.C.. Finalmente, en febrero de 1962, en una Asamblea realizada en el local del Círculo Católico de Obreros, de la ciudad de Durazno, se transformó en el lema:  Partido Demócrata Cristiano, el que a partir de ese momento mantendrá como sub lema a la Unión Cívica, y mantendrá todas sus propiedades y símbolos.
En 1966 una facción se separó del P.D.C. y, como no pudo utilizar el lema "Unión Cívica", se vio obligado a crear el "Movimiento Cívico Cristiano (M.C.C.)" que concurrió a los comicios de ese año, sin éxito. En 1971 se produjo una nueva crisis cuando el Partido Demócrata Cristiano, junto a otros partidos y grupos  de izquierda, decidieron crear el Frente Amplio. Entonces, surgió la "Unión Radical Cristiana (U.R.C.)", que tampoco pudo utilizar el lema "Unión Cívica", por lo cual improvisó estructuras y trató de lograr una organización a pocos meses de los comicios de 1971, obteniendo escasa votación. 
Luego de admitida por parte de las Fuerzas Armadas la derrota en el plebiscito constitucional de 1980, la Comaspo inició una ronda de contactos a los efectos de acordar un Estatuto de los partidos políticos y posibilitar elecciones internas dentro de estos. Los contactos comenzaron a comienzos de julio de 1981 con representantes de los partidos Colorado, Nacional y UC. 
La dictadura, que desde 1973 había proscrito al Partido Demócrata Cristiano (lema con el cual se había obligado a participar en las elecciones de 1971 al Frente Amplio), decide rehabilitar a los Partidos Nacional y Colorado, y también a una tercera opción: la Unión Radical Cristiana. En mayo de 1980 un grupo de ciudadanos de este partido político, presentó un memorando a la Comisión de Asuntos Políticos de las Fuerzas Armadas (Comaspo) solicitando su participación en las "elecciones" programadas, el reconocimiento de la Unión Cívica como lema de los que hasta ahora se reconocían como Unión Radical Cristiana. En esa elección, se mantendría la proscripción del P.D.C. (Frente Amplio).
Para las elecciones internas del 28 de noviembre de 1982 fueron habilitados solamente los partidos Colorado, Nacional y Unión Cívica.  
La UC también concurrió a las negociaciones del Parque Hotel iniciadas el 13 de mayo de 1983. En representación del partido asistieron Juan Vicente Chiarino, Humberto Ciganda y Julio Daverede. Posteriormente, participó en las negociaciones que llevaron al Pacto del Club Naval del 3 de agosto de 1984. A dichas reuniones asistieron Juan Vicente Chiarino y Humberto Ciganda.
En las elecciones nacionales celebradas el 27 de noviembre de 1984 la UC obtuvo el 2,32% de los votos, consiguiendo dos diputados: Julio Daverede por Montevideo y Heber Rossi Pasina por Canelones. 
Juan Vicente Chiarino fue designado ministro de Defensa Nacional del gobierno democrático que se instaló en marzo de 1985, cargo que ocupó hasta noviembre de 1987. El entonces presidente de la Suprema Corte de Justicia y presidente de la República interino entre el 12 de febrero de 1985 y 1 de marzo de 1985, Rafael Addiego Bruno, también pertenecía a la UC. 
Otra figura destacada de la Unión Cívica fue Federico Slinger, que en las elecciones de 1984 fue candidato a la Vicepresidencia de la República por el partido, acompañando la candidatura presidencial de Juan Vicente Chiarino. En 1985 Federico Slinger fue designado presidente del estatal Banco de la República Oriental del Uruguay (BROU), desempeñando dicho cargo hasta 1990. En marzo de 1995 fue nombrado por el presidente Julio María Sanguinetti como Ministro de Industria, Energía y Minería, cargo que ocupó hasta su fallecimiento, ocurrido al año siguiente.
En 1989 la UC se integró a la coalición "Nuevo Espacio", formada, además, por el Partido por el Gobierno del Pueblo y el Partido Demócrata Cristiano, que se habían escindido del Frente Amplio. Esta coalición se desintegró en las elecciones de 1994 y la UC volvió a comparecer por sí sola. 
En las elecciones presidenciales de 1999 el partido llevó como candidato a Luis Pieri, quien había derrotado a Aldo Lamorte en las elecciones internas celebradas el 25 de abril de ese año. En las elecciones municipales de mayo de 2000, el candidato a la Intendencia Municipal de Montevideo fue Aldo Lamorte.
En las elecciones presidenciales de 2004, el partido se ubicó en el sexto lugar de acuerdo a la cantidad de votos, al recibir su candidato Aldo Lamorte 4.859 votos, lo que representó el 0,22% del total de sufragios.

### Actualidad
El presidente de la Unión Cívica, Aldo Lamorte anunció el martes 19 de agosto de 2008 que, para las elecciones nacionales de 2009, el partido haría un acuerdo electoral con el sector Alianza Nacional del Partido Nacional. El acuerdo no tiene antecedentes en la historia política de Uruguay.

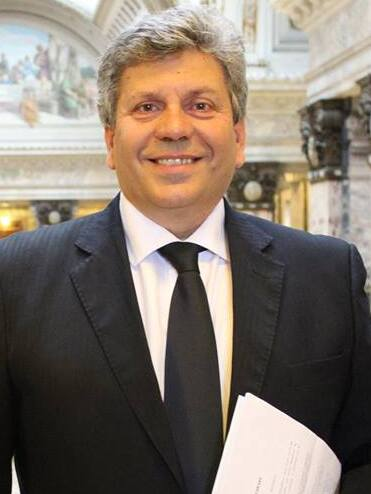
Aldo Lamorte, líder de la Unión Cívica en el siglo

En una conferencia de prensa celebrada el jueves 21 de agosto de 2008, la Unión Cívica confirmó esta alianza con el Partido Nacional. La misma consistiría en sumarse al partido, sin desintegrar la estructura organizativa de la fuerza política. Los cívicos adhirieron a la candidatura de Jorge Larrañaga.
El acuerdo entre el Partido Nacional y la UC se basa en varios principios, que ambos partidos se comprometieron a promover:
- Defensa irrestricta de la vida desde la concepción hasta la muerte natural, de acuerdo a lo establecido en el Pacto de San José de Costa Rica.
- Defensa del bien común como principio rector fundamental de la gestión.
- Defensa de la familia como base insustituible de la sociedad.
- Situar la economía al servicio de la persona humana, como objetivo central de las políticas a implementar por el futuro gobierno.

Asimismo, ambos partidos se comprometieron a impulsar diversas propuestas:
- Promoción de la educación en valores.
- Transformación del actual Ministerio de Desarrollo Social en “Ministerio de Desarrollo Social y Familia”.
- Promover una visión económica basada en la economía social de mercado, con fuerte aliento a los emprendedores y con políticas de apoyo a los más débiles, sin caer en el asistencialismo.
- En la gestión de gobierno, enfatizar la implementación de políticas que fomenten la creación de trabajo y garanticen la seguridad pública y la salud de la población.
- Fomentar el entramado social como forma de crecimiento solidario y equitativo.[3]

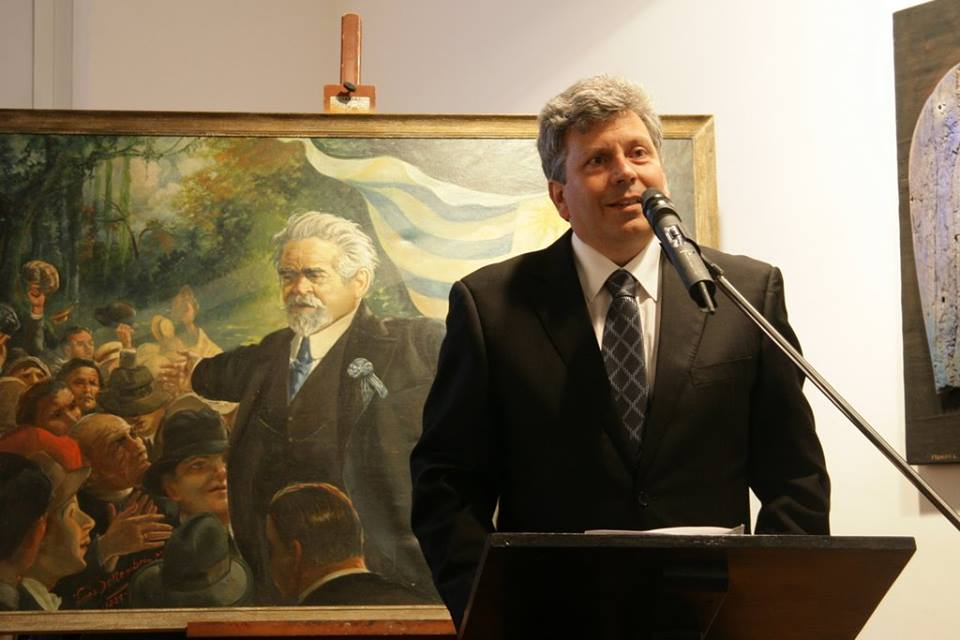
Discurso en la casa de Zorrilla de San Martín.

El 2 de octubre de 2008 se presentó el grupo "Unión por Uruguay", una alianza de varias agrupaciones dentro del Partido Nacional que apoyan la precandidatura de Jorge Larrañaga para las elecciones internas de 2009. Integran la "UxU" la Unión Cívica, la Corriente Social Cristiana, el Movimiento Nacional de Rocha y el Movimiento Con Todos del senador Ruperto Long. Este acuerdo posibilitó que Aldo Lamorte accediera al Senado de la República en agosto de 2010.
En la XLVIII Legislatura (2015-2020) en virtud de la alianza de agosto de 2008 la Unión Cívica está representada en la Cámara de Representantes por el Arq. Aldo Lamorte.
Durante las elecciones internas de 2019 la Unión Cívica apoyó a la precandidatura de Luis Lacalle Pou, y en 2024, en el marco de las elecciones internas de ese año, la Unión Cívica anunció su apoyo al precandidato nacionalista Álvaro Delgado.

## Filosofía
La UC responde a la filosofía demócrata cristiana. Postula a la persona humana, felizmente integrada a la familia, núcleo de la sociedad, como centro y leit motiv de su acción y su prédica.
Considera a la familia como la base de la sociedad y el ámbito que propicia el desarrollo integral y dichoso de todas las potencialidades de la persona. La comunidad política tiene el deber de asistir a la familia y asegurarle la libertad de fundar un hogar, tener hijos y educarlos de acuerdo con sus convicciones morales y religiosas; la estabilidad del vínculo conyugal y de la institucionalidad familiar; la libertad de profesar la fe de su elección; el derecho a la propiedad privada, la libertad de iniciativa; el derecho a tener trabajo y vivienda; el derecho a emigrar; el derecho a la atención de la salud, a la previsión social, al amparo a la ancianidad; la libertad irrestricta para asociarse con otras personas y familias con cualquiera propósito.
En cuanto a la sociedad, de acuerdo con la encíclica Pacem in terris de Juan XXIII, la UC considera que "debe ser considerada como una realidad de orden principalmente espiritual, que impulse a los hombres, iluminados por la verdad, a comunicarse entre sí los más diversos conocimientos; a defender sus derechos y cumplir sus deberes; a desear los bienes del espíritu; a disfrutar en común del placer de la belleza en todas sus manifestaciones; a compartir con los demás lo mejor de sí mismos; a asimilar los bienes espirituales del prójimo. Todos estos valores conforman y, al mismo tiempo, deben dirigir las diversas manifestaciones de la cultura, de la economía, de la convivencia social, del progreso y del orden político, del ordenamiento jurídico y, finalmente, de cuantos elementos constituyen la expresión externa de la comunidad humana en su incesante devenir".
También entiende que es imprescindible la "conversión interior" para realizar los cambios sociales necesarios para que la superestructura de la sociedad esté al servicio de todos. 